# نورتون (اورگن)
نورتون (به انگلیسی: Norway) یک منطقهٔ مسکونی در ایالات متحده آمریکا است که در اورگن واقع شده‌است. نورتون ۱۵٫۸۵ متر بالاتر از سطح دریا واقع شده‌است.